# HQ-9
HQ-9 (спрощ.: 红旗-9; кит. трад.: 紅旗-9) — далекобійний зенітно-ракетний комплекс (ЗРК), розроблений Китайською Народною Республікою. Морський варіант - HHQ-9 (спрощ.: 海红旗-9; кит. трад.: 海紅旗-9).

## Опис
HQ-9 є модифікацією російського зенітно-ракетного комплексу С-300. Джастін Бронк з RUSI описує ракету як «гібридну конструкцію, засновану на російській SA-20, але з радаром, головкою самонаведення і системою управління військами, які засновані на американських та ізраїльських технологіях.»
Ракета використовує супровід через ракету (TVM), що поєднує інерційне наведення, висхідну лінію зв'язку в середині курсу та кінцевий активний радар. Супровід через ракету, що використовувався на більш ранніх ракетах, можливо, було розроблено на основі ракети MIM-104 Patriot, придбаної в Ізраїля або Німеччини.
Згідно зі статтею 2001 року в Defence International, довжина HQ-9 становить 6,8 м, а маса — майже дві тонни. Діаметри першого та другого ступенів ракети становлять 700 мм та 560 мм відповідно. Маса боєголовки становить 180 кг, а максимальна швидкість - 4.2 Маха. HQ-9 може використовувати радари управління вогнем інших китайських ЗРК.

## Варіанти

#### Протиповітряна оборона
- HQ-9

- HHQ-9 — Морський варіант наземного базування.[1]
- HQ-9A — Вдосконалена версія, вперше протестована в 1999 році та введена в експлуатацію у 2001 році.
- HQ-9B — Покращена версія з дальністю дії до 260 км і пасивним інфрачервоним шукачем. Як повідомляється, випробувана в лютому 2006 року.[6]

#### Протибалістична та протисупутникова оборона
- HQ-19 (назва НАТО: CH-AB-2) - варіант протиракети, як повідомляється, призначений для протидії балістичним ракетам середньої дальності. Вона націлена на балістичні ракети на середній і кінцевій стадіях їхнього польоту, і її можна порівняти з американською THAAD. Ракета могла «розпочати попередні операції» до 2018 року.[7]

#### Експорті
- FD-2000 – Експортний варіант з дальністю дії 125 км. Може бути оснащений пасивним радаром YLC-20 для боротьби з малопомітними цілями. Може використовувати РЛС захоплення цілі HT-233, низьковисотну пошукову РЛС Type 120 та пошукову РЛС AESA Type 305A.[8]
- FD-2000B – Експортний варіант з радіусом дії 250 км.
- HQ-9P – Спеціальний варіант для Пакистану. Дальність перехоплення 125 км для літаків і близько 25 км для крилатих ракет.[9]

## Закордонний інтерес

### Туреччина
HQ-9 був претендентом на участь у турецькій програмі T-LORAMIDS, і як повідомляється, був обраний переможцем у вересні 2013 року. Сполучені Штати відреагували на це, заблокувавши виділення коштів на інтеграцію китайської системи в систему оборони НАТО.  Проте до 2013 року не було жодного підтвердження того, що угода була завершена.  У лютому 2015 року Великі національні збори Туреччини були поінформовані Міністерством національної оборони про те, що оцінка тендерних пропозицій завершена і що обрана система буде використовуватися Туреччиною без інтеграції з НАТО; система не була чітко названа. Проте інші турецькі чиновники повідомили, що переможця не було обрано. Пізніше цього ж місяця турецькі офіційні особи повідомили, що переговори тривають з кількома учасниками торгів; китайська заявка ще не задовольнила вимог щодо передачі технологій. У березні 2015 року в статті China Daily повідомлялося, що «добре відомо, що китайська система FD-2000, модель HQ-9 для експорту, була обрана для контракту з Туреччиною у 2013 році» на основі коментарів, зроблених представником CPMIEC на Міжнародній морській та аерокосмічній виставці Лангкаві 2015 року; стаття була оманливо названа "Підтверджено продаж ракет Туреччині" У листопаді 2015 року Туреччина підтвердила, що не купуватиме HQ-9, обравши замість неї систему власної розробки.

## Історія експлуатації

### Китай
Китай розмістив HQ-9 поблизу або на спірній території. Ракети були розгорнуті в липні 2015 року в Хотані в Сіньцзяні, недалеко від Кашміру через Лінію фактичного контролю, а в лютому 2016 року на острів Вуді в Південнокитайському морі

### Пакистан
Армія Пакистану експлуатує варіант HQ-9/P. Переговори про придбання Пакистаном HQ-9 і HQ-16 розпочалися на початку 2015 року.  Ракети офіційно надійшли на озброєння 14 жовтня 2021 року.